# Исчезновение Эндрю Госдена
Эндрю Пол Госден (10 июля 1993) исчез, будучи замеченным в последний раз камерой слежения на станции Кингс-Кросс в Лондоне 14 сентября 2007 года.
На момент исчезновения Эндрю Госдену было 14 лет. Он вернулся домой из школы раньше, чем обычно и, сняв 200 фунтов со своего банковского счета, купил билет в один конец до Кингс-Кросс со станции Донкастер в Южном Йоркшире.

## Предыстория
Эндрю Госден был одаренным учеником в области математики, находившимся на спонсируемой правительством программе, охватывающей 5 процентов лучших учеников школ. От него ожидался лучший результат по всем предметам на выпускных экзаменах. Семья Госден живет в Бэлби, пригороде Донкастера, Саут-Йоркшир.
Госдену очень нравились поездки в Лондон, который он неоднократно посещал по мере взросления. У него также имелись родственники в Лондоне, он с удовольствием посещал музеи и выставки. По словам Госдена-старшего, Эндрю хорошо разбирался в работе городского транспорта, особенно в метро и автобусной сети, поэтому ориентировался уверенно.

## Исчезновение
Утром, в день его исчезновения, Эндрю с трудом проснулся и был особенно ворчлив. У него была 100% посещаемость в католической старшей школе МакОули, и Госден покинул дом в обычное время, дабы дождаться своего школьного автобуса.  Он вернулся домой, чтобы переодеться, уже после того, как остальные домочадцы разошлись. Эндрю снял £200 со своего банковского счета, отправился на станцию Донкастер, где и купил билет в один конец в Лондон перед самой посадкой на отходящий в 9:35 утра поезд до Кингс-Кросс. Свидетели видели, как он садился на поезд один, записи с Кингс-Кросс также показывают его, в одиночку покидающего вокзал через главный вход в тот же день. Это был момент, когда Эндрю видели в последний раз. Продавец билетов на станции Донкастер вспомнил Госдена потому, что он отказался от обратного билета, несмотря на почти полное отсутствие разницы в цене.
Последний раз его видели одетым в черную футболку Slipknot, черные джинсы с черной сумкой с нашивками с логотипами различных рок- и метал-групп. С собой у него был кошелек, ключи и портативная PlayStation, никакие другие вещи не были обозначены как пропавшие. Отец Госдена упоминает, что Эндрю даже не взял с собой свитер, как и зарядное устройство для консоли.
Когда обнаружилось, что он пропустил занятия, учителя поспешили связаться с его родителями, однако при попытках позвонить оказалось, что номер неправильный, и исчезновение Эндрю не было подтверждено до следующего дня.

## Расследование и поиски
Госдены сели ужинать вечером 14 сентября, думая, что Эндрю был или в переоборудованном подвале и играл в видео-игры, или в своей комнате за домашней работой. Вскоре семья поняла, что Госдена-младшего нет дома и предположила, что он с другом или у соседа, потерял счет времени.
После нескольких телефонных звонков около 7 часов вечера, Госдены поняли, что что-то не так, и вызвали полицию. Отец Кевин и сестра Шарлотта прошли весь обычный путь Эндрю до школы и обошли близлежащие окрестности в надежде найти хоть что-то, хотя в итоге это не принесло никаких результатов. Инстинктивным предположением Госденов было то, что если бы Эндрю поехал куда-то за пределы Донкастера, то скорее всего он бы направился в Лондон, по причине того, что ему это сильно нравилось. Вскоре, расследование обнаружило, что Эндрю действительно оказался на станции Донкастер, чтобы уехать туда.
Первичные поиски в Лондоне были сфокусированы в областях Чизлхерст и Сидкап, где жили родственники Госденов. Друг семьи, владеющий автосалоном, предлагал в вознаграждение спортивный автомобиль любому, кто предоставит информацию, которая могла бы пролить свет на исчезновение подростка.
Госдены критически оценивали начальные стадии расследования. Полиция была сконцентрирована на семье до обнаружения записей с камер наблюдения на Кингс-Кроссе, даже несмотря на показания очевидцев, которые заявляли, что видели Эндрю, садящегося на поезд и называли точное время. Записи с камер Кингс-Кросс были проверены только через 27 дней после исчезновения Госдена, но к этому времени след уже остыл.
На изображении видно Эндрю, покидающего Кингс-Кросс с прикрытым правым ухом, которое обладало отличительной особенностью - необычной двойной бороздой на раковине.

## Последующие события
В ноябре 2008 года неизвестный обратился в полицейский участок Леминтсер в Херефордшире, используя домофон для разговора с сотрудником полиции, и заявил, что имеет информацию о Госдене. Так как это был вечер, домофон был более предпочтителен в использовании, чем стойка регистрации. Когда полицейский прибыл, чтобы узнать детали, человек ушел. Позже полиция обращалась к нему с просьбой снова выйти на связь.
В мае 2011 года семья заплатила частной компании для проведения гидроакустических поисков в реке Темза с использованием той же технологии, которую используют для поисков жертв и важных предметов в море. В ходе этих поисков никаких следов Эндрю не было найдено, однако удалось обнаружить другое тело. В интервью Госден-старший утверждал, что он не был проинформирован о нашедшемся трупе, хотя Госдены и надеются, что это помогло с ответами другой семье. Интервью с Кевином и экспертом в гидроакустических поисках было показано в шоу BBC «Missing» в 2011 году.
В 2016 году Госдены обращались за информацией в Panorama, ведущую передачу BBC об актуальных делах.
12 сентября 2017 года было объявлено, что полиция возобновила расследование. В честь десятой годовщины со дня исчезновения Эндрю, благотворительное учреждение Missing People сделали Госдена лицом своей кампании «Найти каждого ребёнка» с его размещением на билбордах и рекламных объявлениях по всей Великобритании.

## Внешние ссылки
- Missing People listing for Andrew Gosden
- Official Website: Help Us To Find Andrew
- Interpol listing for Andrew Gosden
- BBC report on Andrew Gosden - missing ten years